# Winefish
Winefish – edytor LaTeX bazujący na programie do edycji stron internetowych Bluefish. Winefish jest programem zaprojektowanym dla bardziej doświadczonych użytkowników LateXa.